# Ernest Brenner
Ernest ("Erny") Brenner (Dudelange, 13 september 1931 – Esch-sur-Alzette, 9 juli 2016) was een voetballer uit Luxemburg.
Hij kwam als verdediger uit voor Aris Bonnevoie en Stade Dudelange gedurende zijn carrière. Hij kwam tot een totaal van 356 competitieduels in de Nationaldivisioun, waarmee hij tiende staat op de eeuwige ranglijst. Brenner speelde ruim tien jaar in het Luxemburgs nationaal elftal en heeft in totaal 67 interlands (vier doelpunten) achter zijn naam staan.

## Clubcarrière

### Erelijst
- Luxemburgs landskampioen

1955, 1957, 1965
- Beker van Luxemburg

1956